# Felsőcsertés
Felsőcsertés (Csertés, románul: Certeju de Sus vagy Certej) falu Romániában, Erdélyben, Hunyad megyében.

## Fekvése
Az Erdélyi-Szigethegység déli peremén, Dévától 19 km-re északkeletre található.

## Nevének eredete
Lásd Csertés szócikkében. A név középkori említései Alsócsertésre vonatkoznak, Felsőcsertést először 1733-ban Csertés, majd 1760–1762-ben Felső Csertész, 1808-ban pedig Csertésköz alakban említették.

## Története
Arany- és ezüstbányászata jóval korábbi kezdetek után 1734-ben kezdődött újra, amikor az alsócsertési román lakosok rátaláltak a Mária-tárnára. Egy korabeli híradás szerint fáradságosan művelték, mivel érce nem volt tiszta, viszont gyakran szembetalálkoztak a bányavízzel. 1742-ben a terület egyik felét a Bánffy, a másikat a Bethlen család bírta. A század közepén Born Ignác bérelte egyik bányáját. 1763-ban épült akkor modernnek számító aranyolvasztó kohója, amely 1884-ig működött. 1784-ben egy tárnákkal telilyuggatott hegy rázuhant a falura, 76 házat temetve maga alá. Ekkoriban negyven zúzómalom törte itt a kalcitos–kvarcos kőzetet. 1848 előtt Felsőcsertésen volt az Érchegység egyik kincstári aranybeváltóhelye. 1848-ban alakult római katolikus plébániája, melynek hívei főként a német eredetű bányászok és kohászok közül kerültek ki. A híveket korábban, 1748 és 1804 között a dévai bolgár ferencesek gondozták. Lakói 1851-ben a királyhoz írt panaszukban felpanaszolták, hogy Bánffy Albert a saját számára lefoglalta a község erdejét.
A kincstári kohómű mellett 1879-ben 35 munkás dolgozott. 1909-ben adták át a kincstári tulajdonú bánya új zúzóművét, amely napi 400 mázsa kapacitású volt. 1934-ben új ércelőkészítőt avattak, amelyet drótkötélpálya kötött össze Nagyággal.
1971-ben az esőzések miatt a meddőhányó megcsuszamlott, és az ennek következtében keletkezett zagyáradat nyolcvankilenc ember halálát okoztak, akik fele gyerek volt. Egyes vélemények szerint a katasztrófa hátterében a krecsunesdi mészkőbányában végzett robbantások álltak.
Aranybányáját 2006-ban bezárták. 2006 és 2008 között azonban egy kanadai többségi tulajdonú, dévai székhelyű cég jelentős arany- és ezüstlelőhelyet fedezett fel, amelyet külszíni fejtéssel, 16 év alatt szándékszik kitermelni.

## Lakossága
- 1850-ben 749 lakosából 609 volt román, 68 német, 45 magyar és 27 cigány nemzetiségű; 635 ortodox, 99 római katolikus és 14 református vallású.
- 1910-ben 768 lakosából 642 volt román, 101 magyar és 21 német anyanyelvű; 638 ortodox, 112 római katolikus, 9 református és 7 zsidó vallású.
- 2002-ben 1615 lakosából 1596 volt román és 15 magyar nemzetiségű; 1501 ortodox, 36 pünkösdista és 18 római katolikus vallású.

## Híres emberek
- Itt született 1907. május 8-án Kiss Árpád jogász, jogi szakíró, jogi statisztikus.
- 1827 és 1829 között, helyettes kohóellenőrként itt élt Debreczeni Márton feltaláló, verselő.

## Látnivalók
- Aranybányászati múzeum.

## Képek

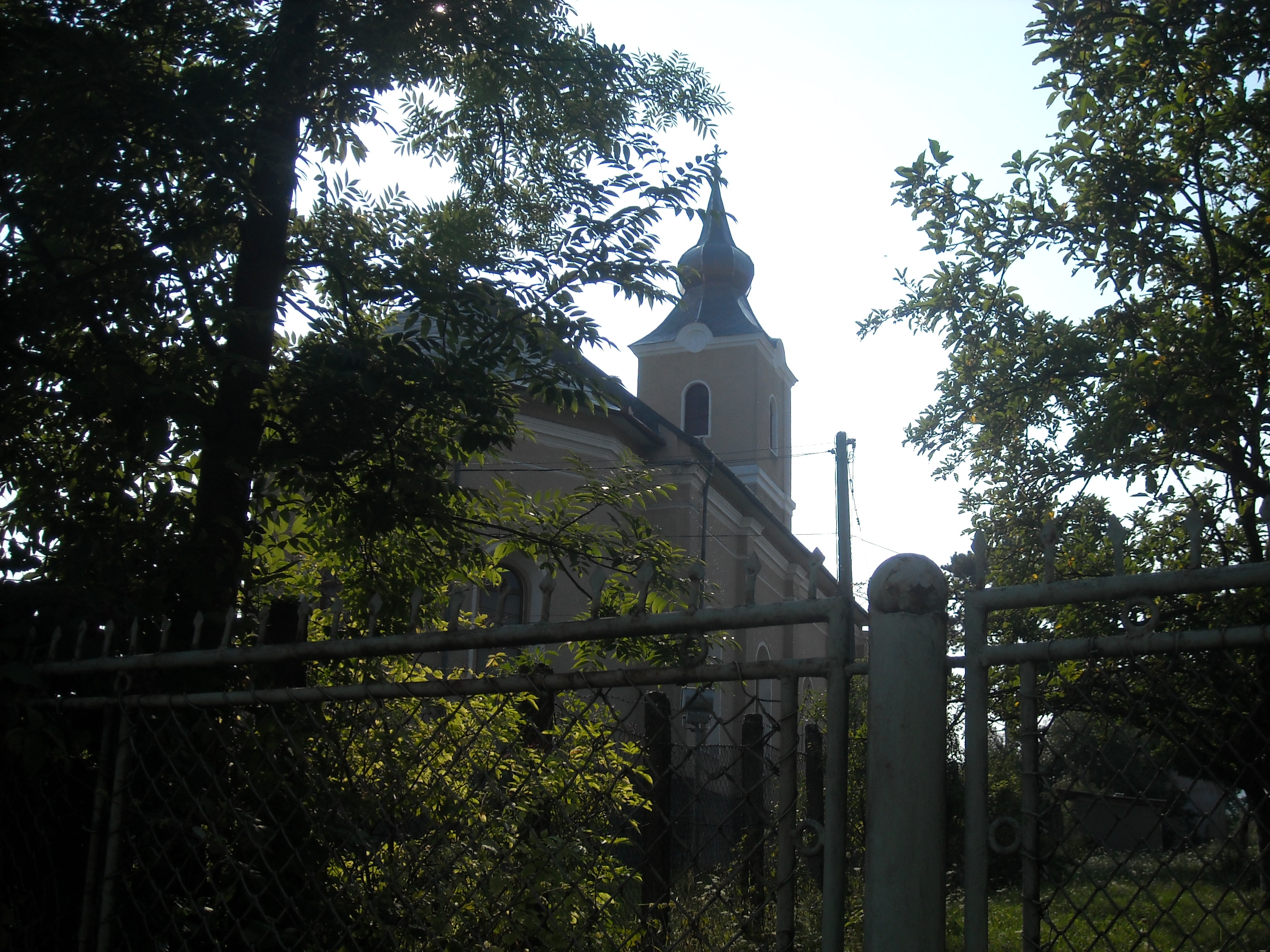
A település 1850-ben épült ortodox temploma
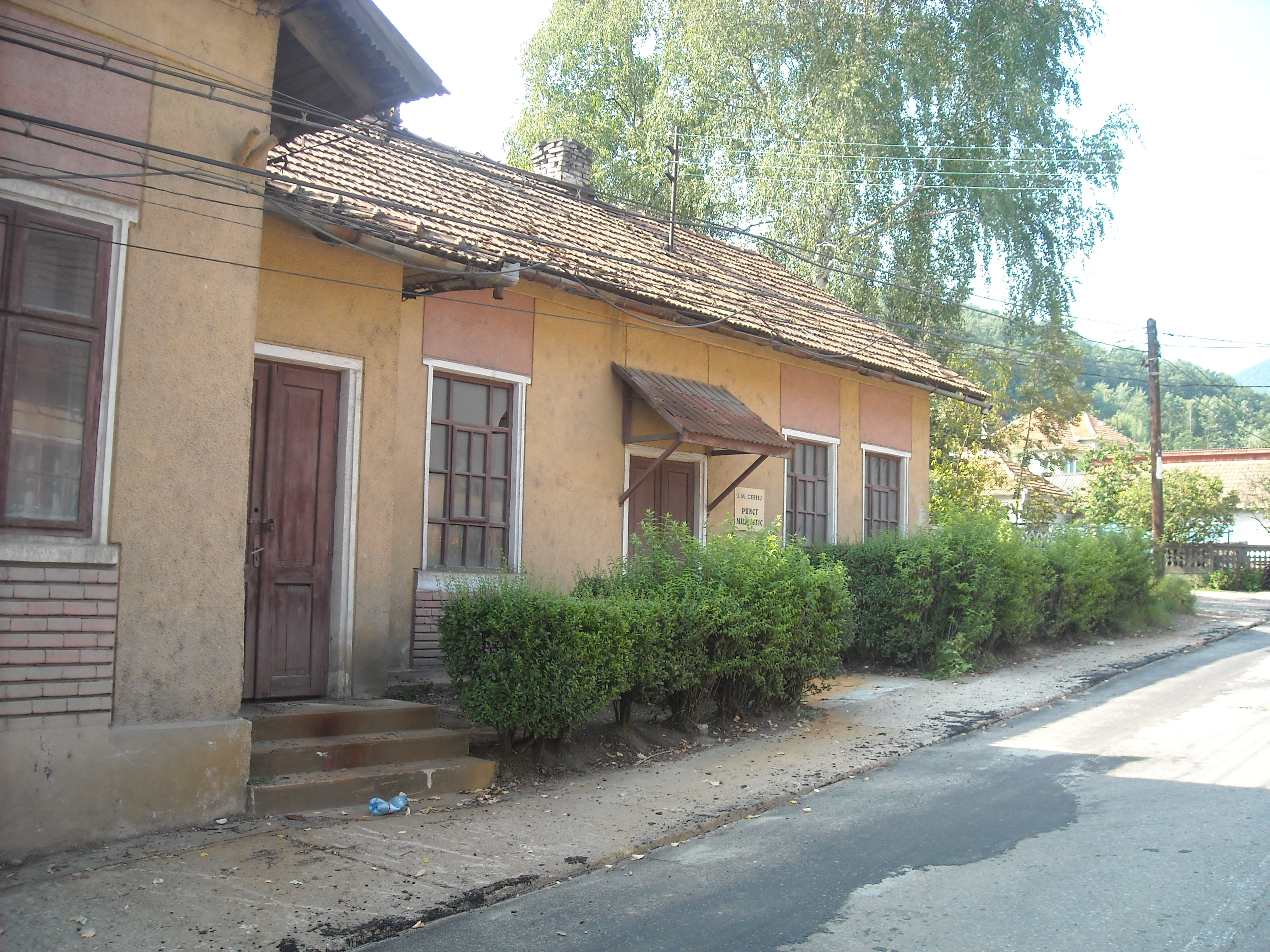
A bányamúzeum
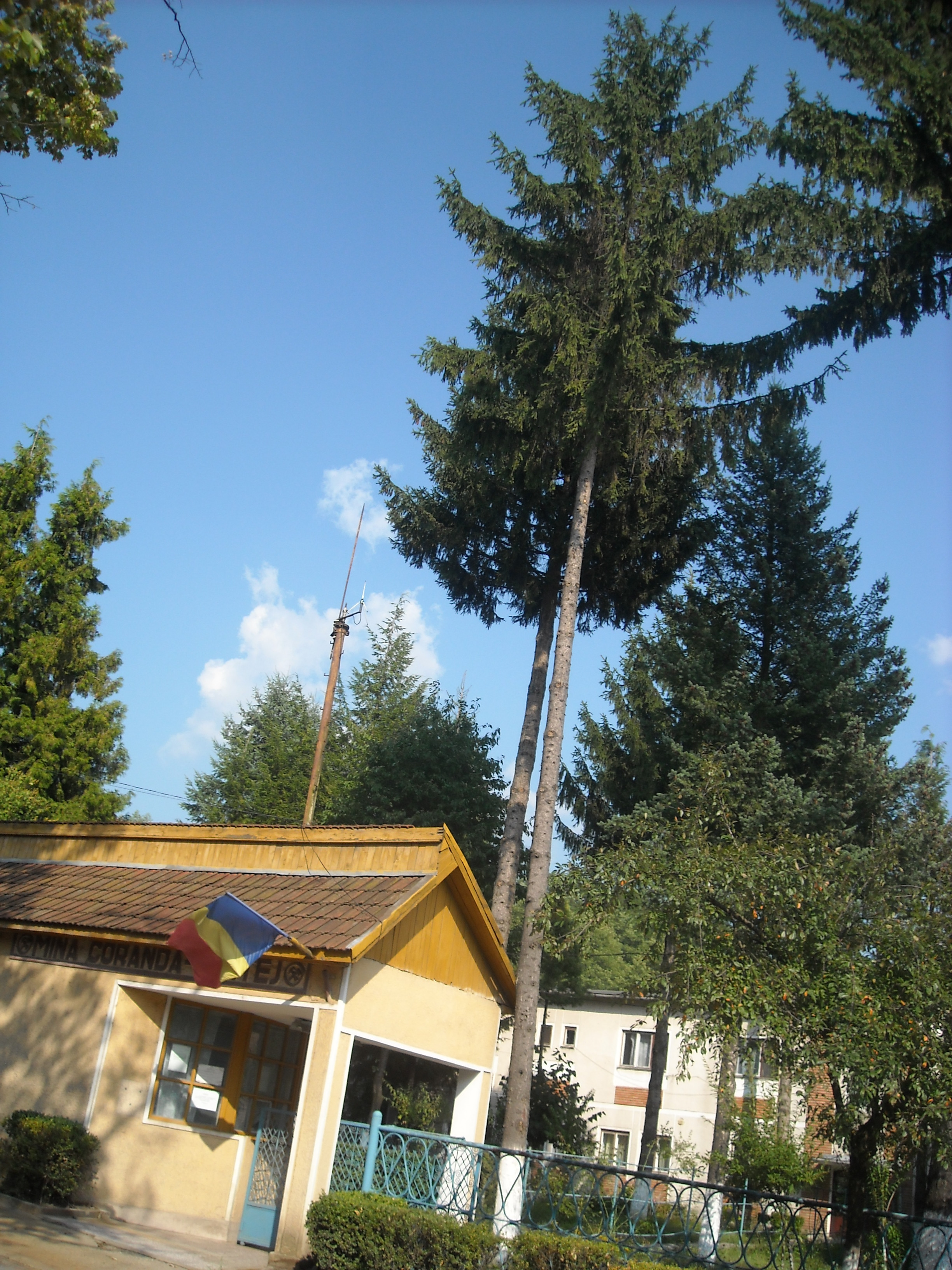
A bányavállalat székháza